# Aurichalcit
Aurichalcit là một loại khoáng vật cacbonat được tìm thấy ở dạng khoáng vật thứ sinh trong các mỏ đồng và kẽm. Nó có công thức hóa học là (Zn,Cu)5(CO3)2(OH)6, với tỉ lệ kẽm-đồng là 5:4.

## Hình ảnh

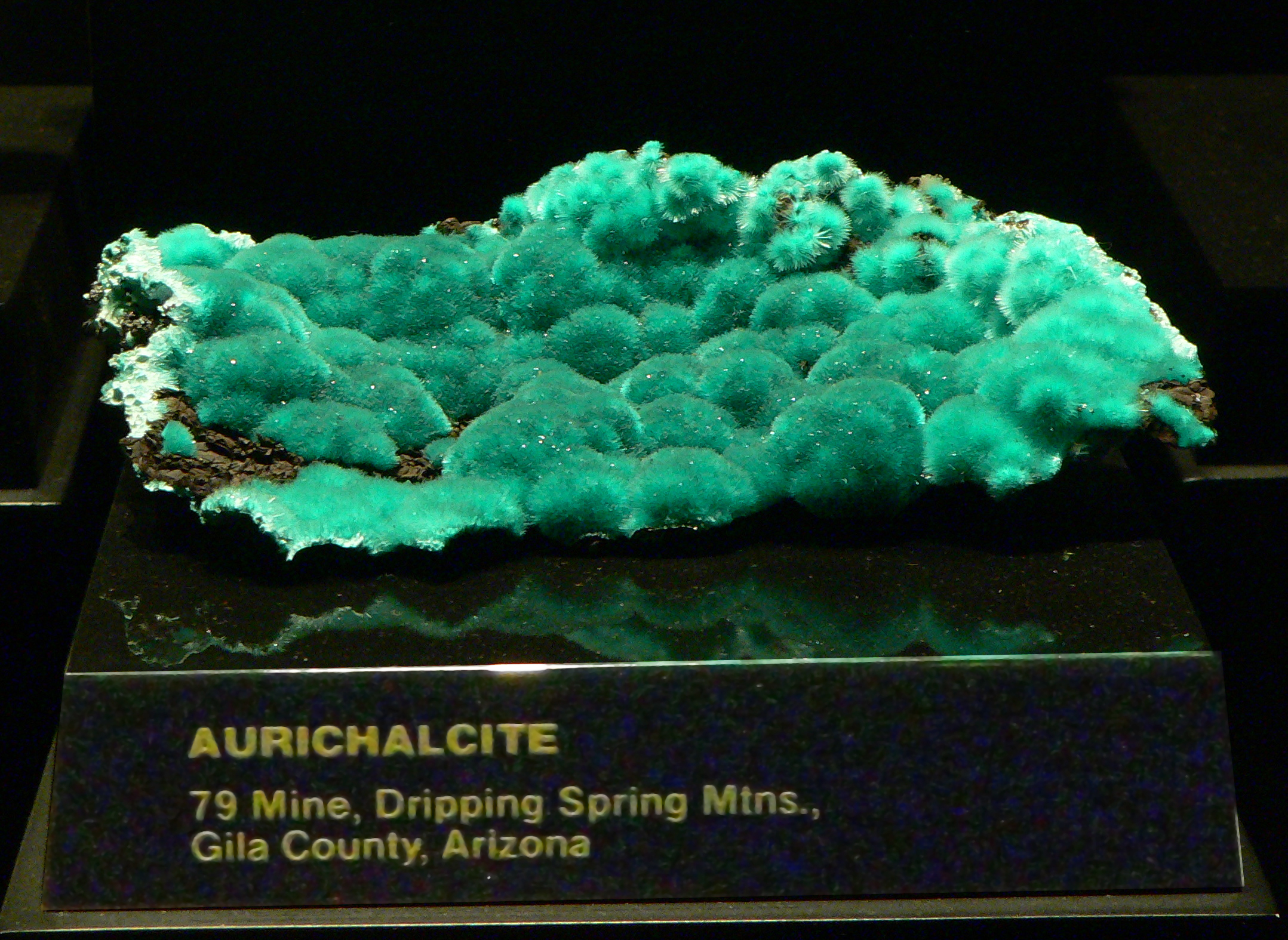
Trưng bài trong Arizona-Sonora Desert Museum
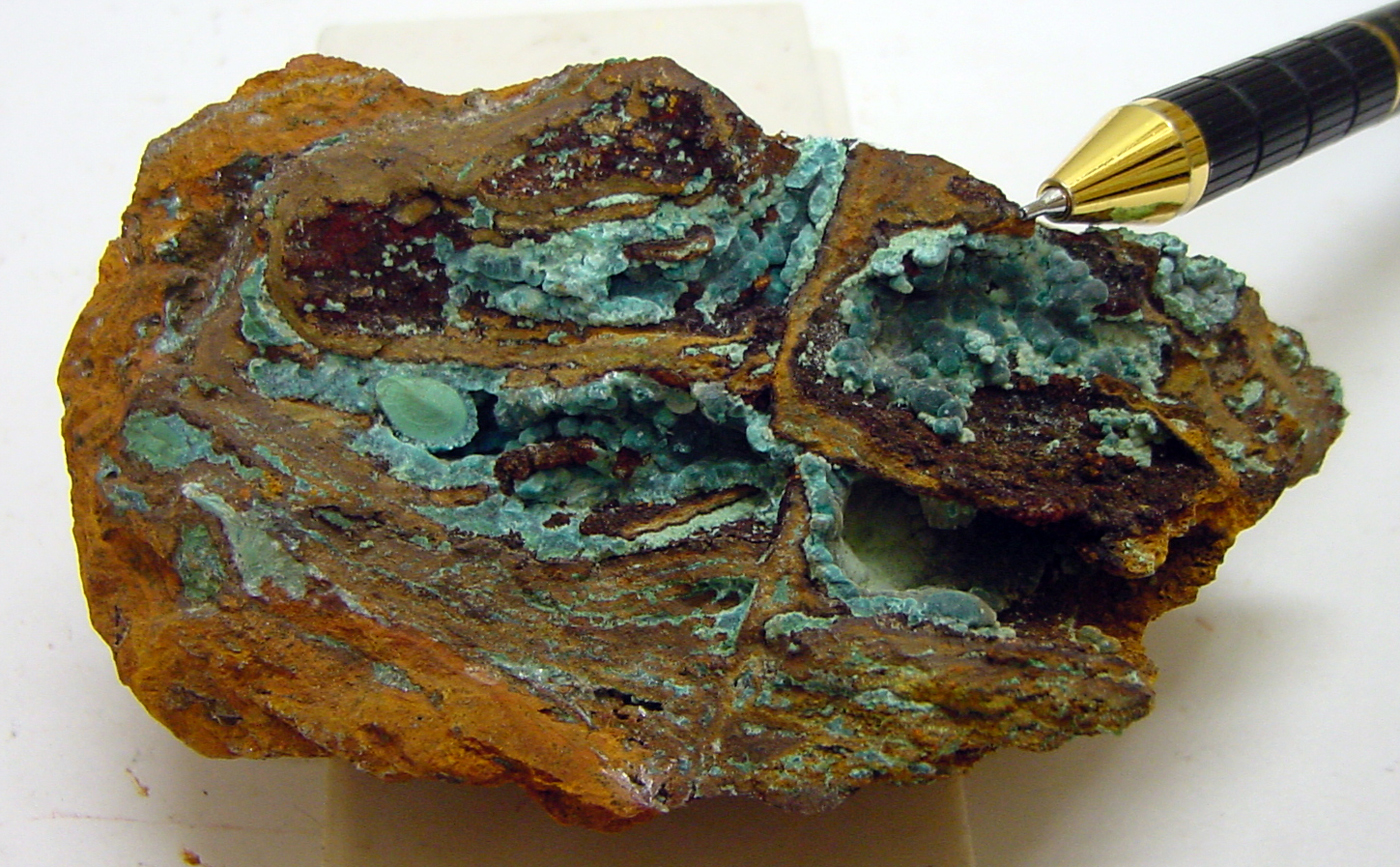
Aurichalcit trong gossan
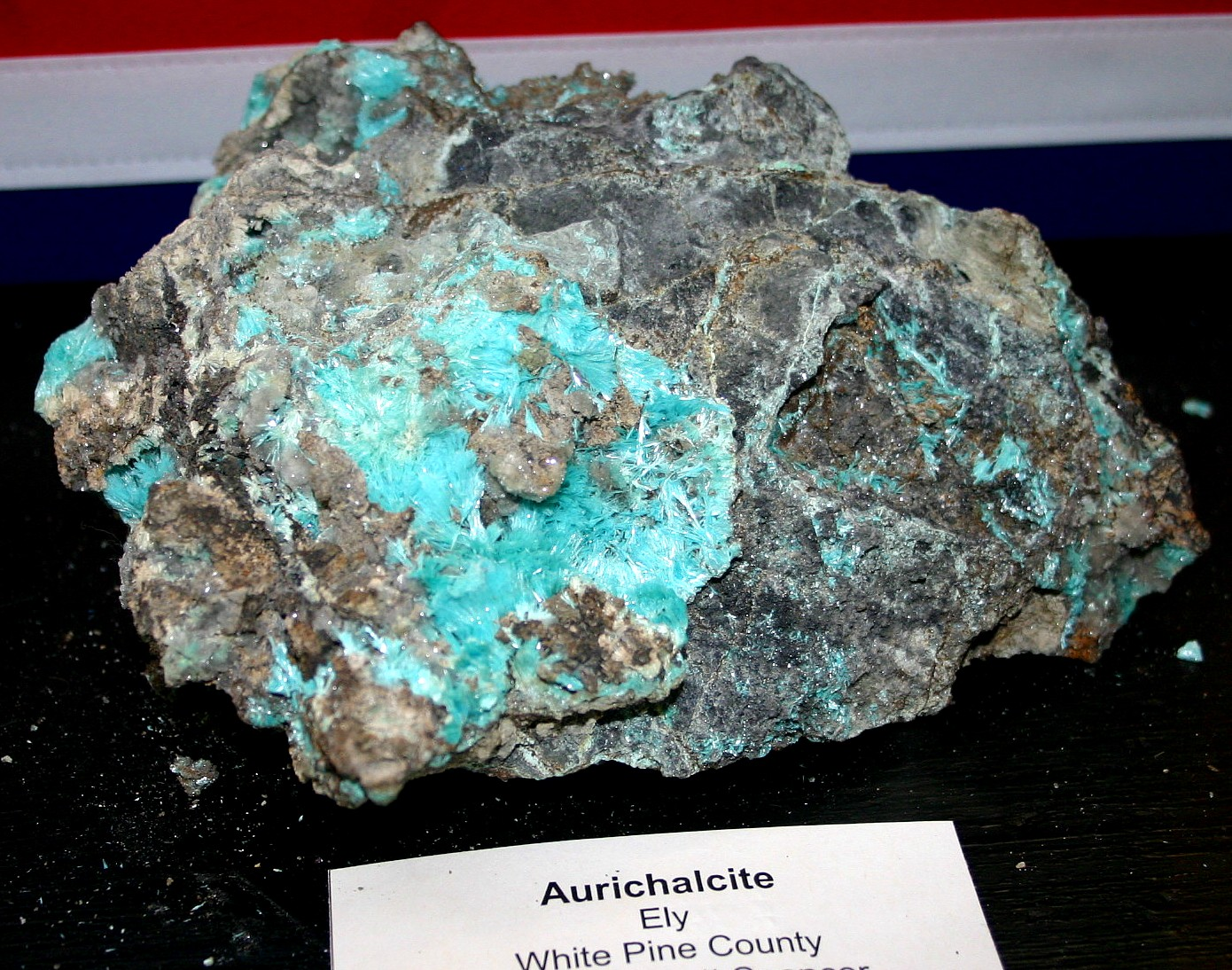
Tinh thể Aurichalcit ở Nevada, USA